# Pampasatyrus glaucope
Pampasatyrus glaucope is een vlinder uit de onderfamilie Satyrinae van de familie Nymphalidae. De wetenschappelijke naam van de soort is, als Epinephele glaucope, voor het eerst geldig gepubliceerd in 1867 door Felder.